# John George Children
John George Children FRS FRSE FLS PRES (18 de maio de 1777 – 1 de janeiro de 1852 em Halstead, Kent) foi um químico, mineralogista e zoólogo britânico. Era amigo de Sir Humphry Davy, que o ajudou a conseguir uma nomeação controversa para um cargo no Museu Britânico. Junto com Davy construiu uma grande célula galvânica, assistiu-o em experimentos e inventou um método para extrair prata do minério sem a necessidade de mercúrio. Children também foi o presidente fundador da Royal Entomological Society. Sua filha Anna Atkins tornou-se pioneira da fotografia botânica.

## Vida pessoal
John George nasceu em 18 de maio de 1777 em Ferox Hall, Tonbridge, Kent. Seu pai, George Children FRS (1742–1818), um banqueiro, pertencia a uma família que vivia na residência, próxima à Nether Street em Hildenborough; sua mãe, Susanna, que era filha do Rev. Thomas Marshall Jordan de West Farleigh, morreu seis dias após seu nascimento.
Children estudou na Tonbridge School, Eton College e posteriormente no Queens' College, Cambridge. Em 1798, casou-se com Hester Anna Holwell, neta de John Zephaniah Holwell. Após sua morte inesperada, em 1800, ele começou a viajar com mais regularidade. Também estabeleceu um laboratório químico em Ferox Hall. Casou-se com outra mulher, Caroline Wise (filha de George Furlong Wise de Woolston), em 1809; ela também morreu no ano seguinte. Em 1812, o colapso do Tonbridge Bank levou a problemas financeiros. Em 1816, seu pai foi declarado falido. Foi então que encontrou trabalho como bibliotecário. Em 1819, casou-se com uma Mrs. Towers, permanecendo juntos até a morte dela, vinte anos depois, em 1839.
Children serviu brevemente na milícia de West Kent, mas renunciou em 1805 devido à saúde precária. Em 1808 viajou para o campo de batalha de Vimiero em Portugal. Em 1815, Children viajou para o campo de batalha de Waterloo junto com sua filha Anna e um primo, o Tenente George Whitehead. Lá ele notou que o Olmo de Waterloo, uma árvore sob a qual o Duque de Wellington havia estabelecido seu quartel-general, estava sendo despojada por caçadores de souvenirs. Anna desenhou a árvore. Ele comprou a árvore com a intenção de que fosse convertida em móveis e presenteada ao Príncipe Regente. Uma vez comprada, mandou fazer móveis da árvore por Thomas Chippendale em Apsley House e Castelo de Belvoir. Uma poltrona foi enviada para Carlton House em 24 de fevereiro de 1821, que agora está na Coleção Real. Uma inscrição em latim na cadeira foi baseada em uma sugestão do Marquês de Wellesley.

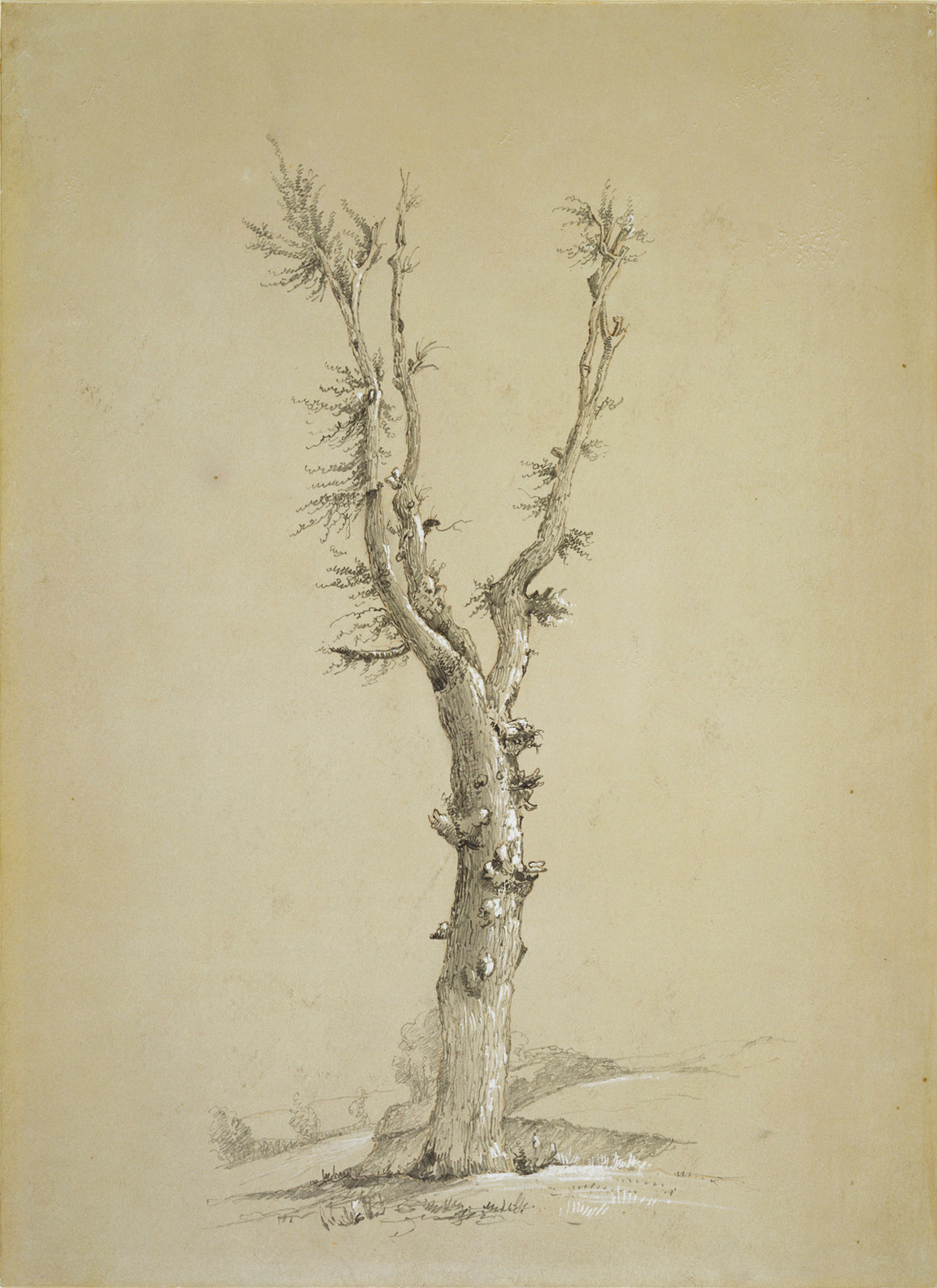
O Olmo de Waterloo antes de ser cortado, esboço de Anna, 1818
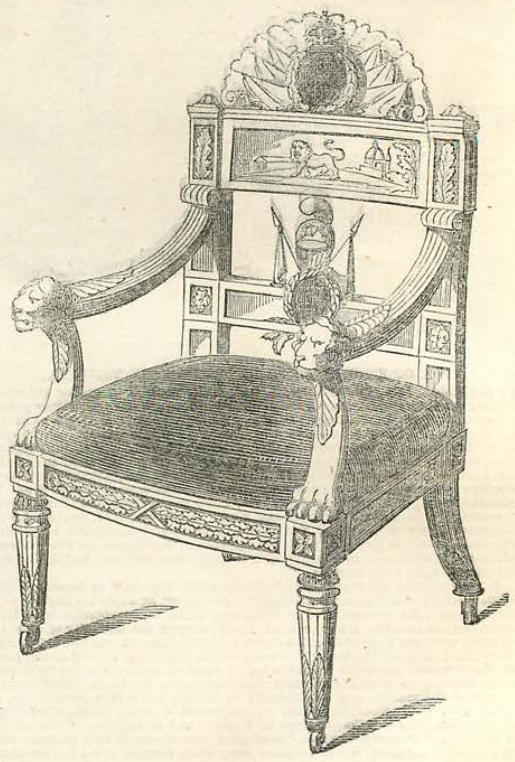
A cadeira feita por Chippendale e presenteada ao Duque de Wellington

Ele morreu em Halstead Place, Kent.

## Carreira científica

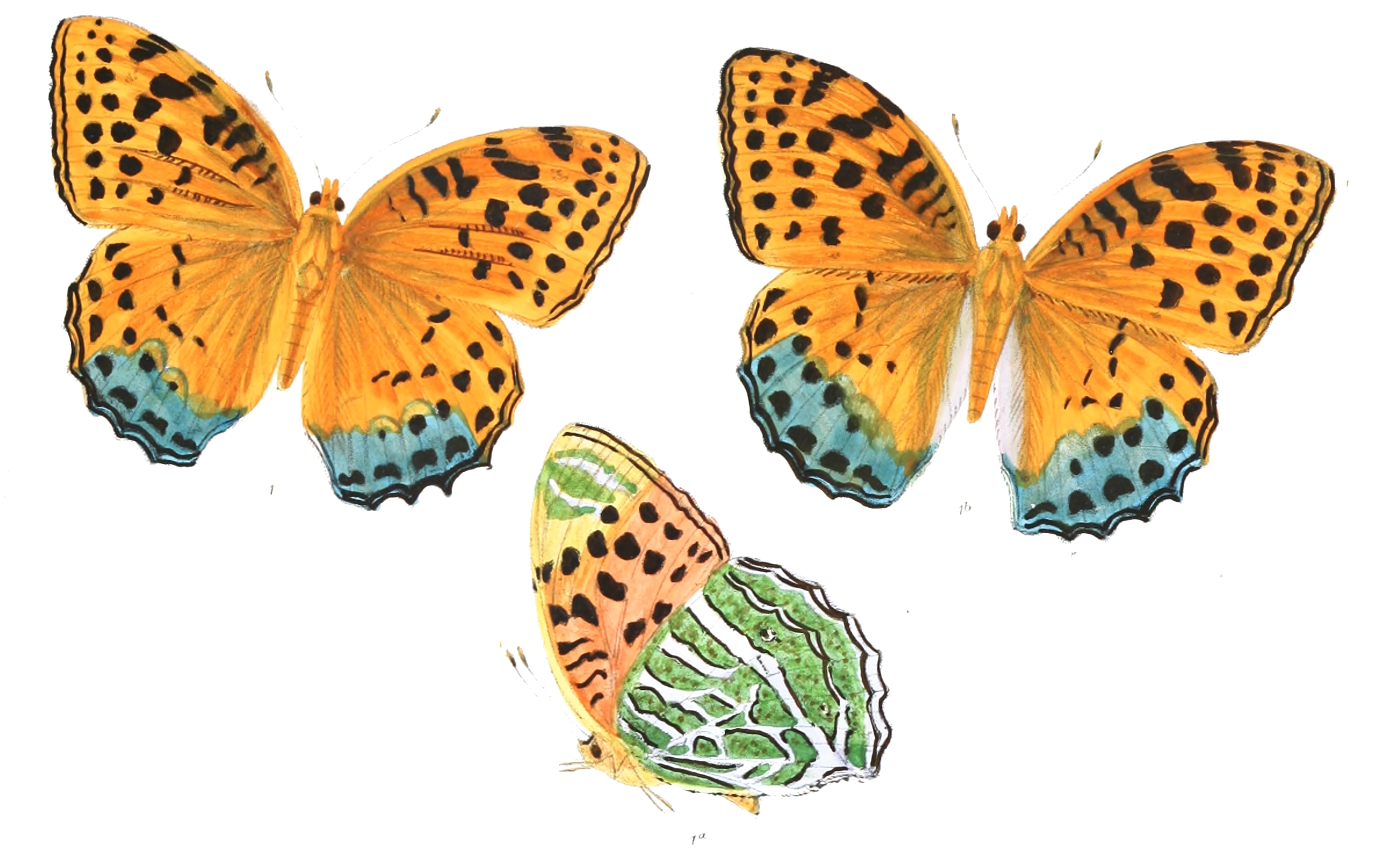
A grande borboleta listrada de prata Argynnis childreni foi nomeada em sua homenagem por Gray.

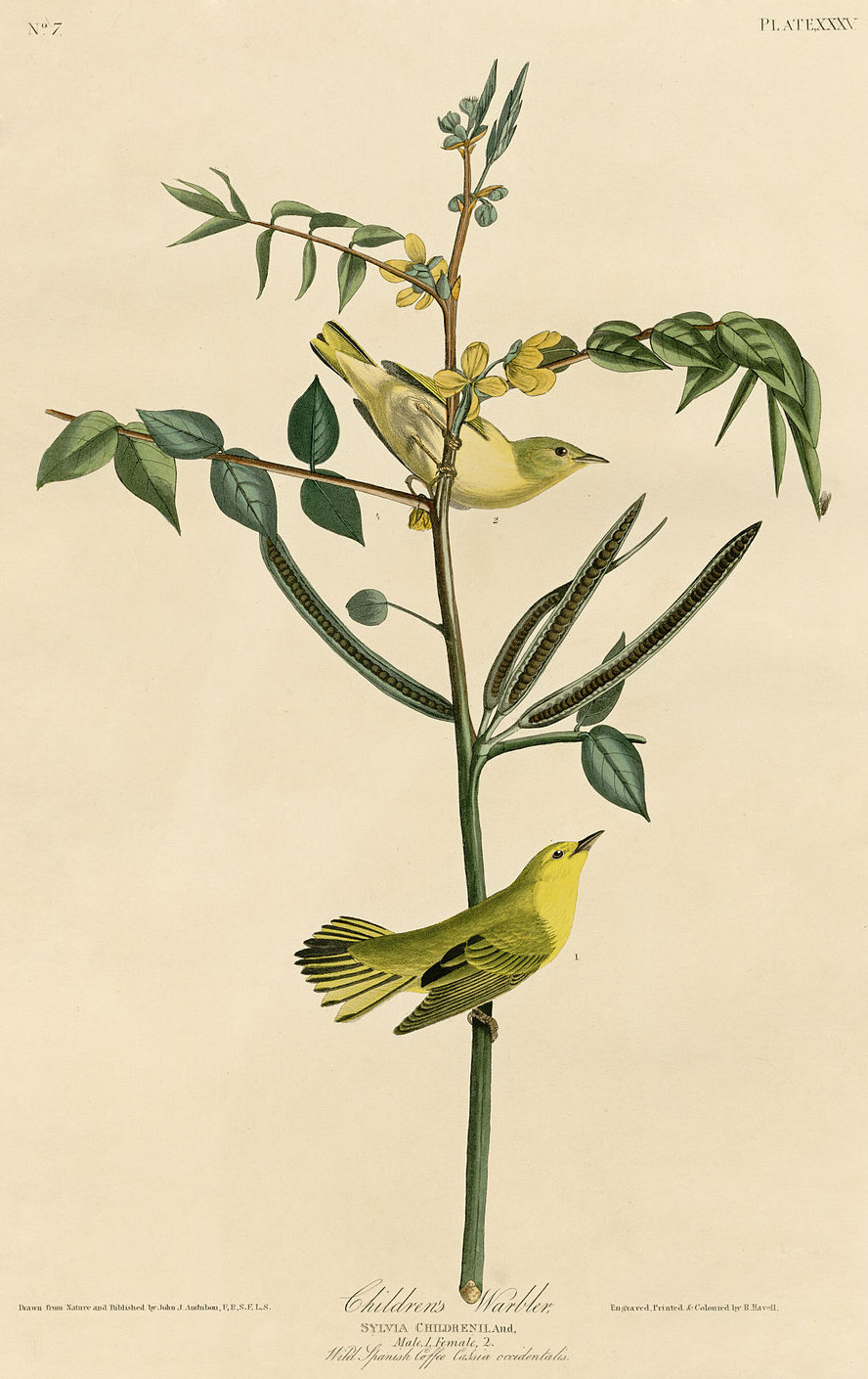
Prancha de Audubon da "Toutinegra de Children"

Children era amigo de Sir Humphry Davy e juntos conduziram vários experimentos. Em 1808 visitou a Espanha, onde conheceu Joseph Blanco White. Em 1813 construiu uma grande célula galvânica e conduziu experimentos usando-as. Estes foram publicados nas Philosophical Transactions em 1815 e por isso recebeu a medalha da Royal Institution em 1828. Após a falência de seu pai, começou a trabalhar em um negócio de pólvora com Davy, mas isso não durou. Em 1822, encontrou uma posição como bibliotecário assistente através de Lord Camden no Departamento de Antiguidades do Museu Britânico, quando foi nomeado conservador assistente do Departamento de História Natural em sucessão a William Elford Leach. A nomeação, influenciada por Sir Humphry Davy, foi controversa, pois ele era menos qualificado que outro candidato, William Swainson. Children se viu mal qualificado em zoologia e dependia muito de John Edward Gray, que trabalhava como diarista. A própria candidatura de Gray ao cargo que Children ocupava havia sido rejeitada devido a rivalidades com membros influentes da Sociedade Lineana. Alguns visitantes do Museu Britânico, como Edward Blyth, acharam-no pouco cooperativo. Após a divisão do Departamento em três seções em 1837, tornou-se conservador do Departamento de Zoologia, aposentando-se em 1840 e sendo sucedido por seu assistente John Edward Gray. Após sua aposentadoria, interessou-se pela astronomia.
Por volta de 1823-24, houve interesse na mineração de prata na América do Sul e buscavam-se técnicas de extração de prata que não necessitassem de mercúrio caro. Children encontrou um processo que vendeu para várias empresas, incluindo Real del Monte e United Mexicans.
Children tornou-se membro da Royal Society em 1807, e serviu como secretário da sociedade em 1826, e de 1830 a 1837. Em 1833, foi presidente fundador do que se tornou a Royal Entomological Society of London. Seu nome é comemorado nos nomes de várias espécies, principalmente descritas por Gray ou seu irmão, incluindo a píton australiana de Children, Antaresia childreni, o inseto-pau australiano Tropidoderus childrenii, a joaninha norte-americana Exochomus childreni, bem como um mineral chamado childrenita. John James Audubon nomeou Sylvia childrenii (ou toutinegra de Children) em sua homenagem, afirmando "Nomeei-a em homenagem ao meu mais estimado amigo, J. G. Children, Esq. do Museu Britânico, como tributo de sincera gratidão pela bondade incessante que ele me mostrou", mas esse é um nome júnior, pois o espécime em que se baseava era de um juvenil da já descrita toutinegra-amarela.

## Família
A única filha de Children (de sua primeira esposa Hester Anna) foi Anna Atkins, uma botânica, mais conhecida por seu livro de cianótipos fotográficos de algas, o primeiro livro de imagens exclusivamente fotográficas já feito. Ela escreveu um memorial sobre a vida de seu pai que incluía vários poemas inéditos.